# Parco archeologico di Pontecagnano
Le Parco archeologico di Pontecagnano (en français : Parc archéologique de Pontecagnano) s'étend sur la commune de Pontecagnano Faiano dans la province de Salerne en Campanie.

## Description
Le Parco archeologico di Pontecagnano occupe une surface de 22 ha dont  500 m2 de fouilles archéologiques concernent un habitat d'origine étrusque probablement nommé Amina remontant au VIe siècle av. J.-C.
L'habitat à l'époque romaine, à la suite de la déportation d'un groupe de Picènes en 268 av. J.-C., prit le nom de Picentia.
L'analyse des restes humains de la phase finale de l'occupation (IVe – IIIe siècle av. J.-C. a mis en évidence des différences de traitement des sépultures. Ce qui peut apparaître comme une preuve d'une diversité ethnoculturelle.
Les fouilles ont remis au jour surtout l'habitat romain : L'axe routier principal et de nombreux édifices.
Toutes les pièces archéologiques de la zone et des nécropoles présentes sur le territoire environnant sont exposées au Museo archeologico nazionale dell'agro picentino.